# Gabrovo megye
Gabrovo megye (bolgárul: Област Габрово) kis megye Bulgária középső részén. 

## Földrajz
Gabrovo megye regionálisan Bulgária szívében fekszik. A Balkán-hegység középső vonulatának északi lábainál található. A megye legfontosabb folyói a Jantra és a Rosszica. A megye nagyrészt hegységi és dombsági területű. Éghajlata kontinentális, forró nyarakkal és hideg telekkel. A megye egyes területei a Közép-balkáni Nemzeti Parkhoz, illetve a Balgarka Természeti Parkhoz tartoznak. A megyében összesen 356 település van.
A megyében található a híres Bacso Kiro-barlang.

## Kistérségei
A megye négy kistérségre van felosztva:
- Gabrovo kistérség, székhelye Gabrovo
- Drjanovo kistérség, székhelye Drjanovo
- Szevlijevo kistérség, székhelye Szevlijevo
- Trjavna kistérség, székhelye Trjavna